# Лопушанка (Самбірський район)
Лопуша́нка — село в Україні, у Турківській міській територіальній громаді Самбірського району Львівської області. Населення становить 474 особи (2001). До 1946 року село Лопушанка Лехнева.

## Історія
1909 р. — помічник священника Антін Федряк відкрив читальню «Просвіта».
Ранком 3 листопада 1918 р. жителі села Лопушанка разом із селянами навколишніх сіл, під керівництвом пароха з Липя Юліана Присташа та нотаря із Хащова Василя Василькова вирушили в Турку, де роззброїли військову станицю, допомогли взяти владу українській інтелігенції, організували військовий відділ. Поміж перших влилися у військову групу «Літовища», яка захищала наш край.
В 1922 році відновлює свою діяльність філія «Просвіти». Просвітяни збиралися у своєму будиночку, мали бібліотечку з 70 книгами. Через 6 років просвітяни ночами будують нову читальню, яка будить приспану національну свідомість окремих українців. 1937 р. філія «Просвіти» об'єднала вже 126 національно-свідомих членів. Кожен другий з них був читачем бібліотеки, яка мала вже 384 книги. Завідував читальнею Василь С. Кметик. При ній деякий час діяв дитячий садок, в якому вихователями були українські студенти. Молодь брала участь у хоровому, драматичному гуртках, вчилася грамоти. Дозвіл на постановки вистав давали місцеві урядники. Жандарми часто забороняли ці вистави. Організований просвітянами кооператив «Любов» дещо потіснив інших крамарів, змінив матеріальну основу читальні.
В 1925 році ще працювала двокомплектна школа з українською мовою навчання, в якій навчалося 52 дітей. Надалі школа стала утраквістичною. Станом на 1 вересня 1939 року в ній було лише одне класне приміщення.
В 1946 році указом ПВС УССР село Лопушанка Лехнева перейменовано у Лопушанку .
Національна інтелігенція та духовенство грає вирішальну роль в тому, як розвиваються у державі культура та ідеологія. До галицької інтелігенції належить і рід Боберських – рід священиків, політиків, науковців.
Перші згадки про Боберських пов’язані з селом Лопушанка Лехнова на Турківщині. Село заснували 1556 за дорученням королеви Ізабелли, яка виділила два лани ґрунту під війтівство. У 1632 мешканці Лопушанки освоїли вже 12 ланів. Відповідно до права привілею, король Ян III віддав у користування два лани шляхетним Боберським, а Август III це підтвердив. У 1766 було 19 війтів, з них 17 – шляхетні Боберські.
Одним з найавторитетніших священиків кінця XIХ - початку XX ст. на Бойківщині був отець Микола Боберський (1844-1918). Боберський друкувався у часописах “Въстникъ”, “Руський Сіонъ”, “Галицький Сіонъ”, “Душпастир”, видав збірку проповідей “Про пияцтво”. Заснував одне з перших “Братств тверезості” на Бойківщині. З 1888 по 1918 перебував на парафії в с. Ваньовичі біля Самбора, де мав власну цегельню, побудував церкву, будинок та магазин для церковного братства. І разом зі священичою діяльністю багато часу і праці віддавав просвітницькій роботі, зокрема пропаганді здорового способу життя серед населення Галичини.
Прославився і син священика Іван Боберський. Він, будучи вихованим на принципах здорового способу життя, які культивувалися у сім’ї, згодом у Львові став професором фізичної культури і ще більше розвинув ідеї батька.
Іван народився 14 серпня 1873 у с. Доброгостів. Після закінчення Самбірської гімназії та Львівського університету Іван продовжив удосконалювати свої знання в університетах Австрії — у Відні та Граці. Захоплення ідеєю фізичної культури прийшло до нього саме там, в українському товаристві "Русь", де він склав іспит на звання вчителя руханки у середніх школах. Закінчивши відповідні студії, Боберський здійснює подорож країнами Західної Європи — Франції, Швеції, Чехії, Німеччини. Там знайомиться з роботою осередків фізичної культури, вивчає притаманні їм нові форми й методи фізичного виховання. Це сповнило його передовими ідеями й невгасимим запалом до праці, спонукало вірно служити своєму народові.
У 1900 І.Боберський повернувся у Львів й одразу із завзяттям узявся до роботи. Викладаючи німецьку мову та класичну філологію в Першій академічній гімназії Львова, він одночасно стає вчителем фізичної культури.
За час очолення Боберським сокільського руху (1908—1914 він був головою товариства "Сокіл-Батько") з його ініціативи створюються нові спортивні структури, набувають поширення та розвитку окремі види спорту, товариства, клуби не лише у Львові, а й у провінції.
З 1915 І.Боберський — член Головної Української Ради.
У листопаді 1920 за дорученням Державного Секретаріату ЗУНР-ЗОУНР І.Боберський виїхав повноважним представником до США та Канади для організації допомоги стрілецькому війську.
У 1932 професор Боберський перебрався з Канади до Югославії, де мешкав у маленькому містечку Тржичі у Словенії (звідти була родом його дружина Йозефіна Полак) аж до самої смерті. Помер видатний педагог, журналіст, “батько українського тіловиховання” професор Іван Боберський в 1947.

## Церква
Скраю села на горбі стоїть храм Покрови Пресвятої Богородиці, зведений 1875 року майстром Теодором із Терла. Церква входить до реєстру пам'яток архітектури місцевого значення. Споруда орієнтована на схід, має тризрубну будову, увінчана трьома четвериковими з двома заломами верхами, завершеними ліхтарями з маківками і хрестами. Оперізує церкву суцільне піддашшя, оперте на виступи вінців зрубів. Під ним по обидва боки вівтаря сховані невеликі прямокутні ризниці. Стіни підопасання, надопсання та заломів ошальовані вертикально дошками і лиштвами.

## Пам'ятки
У селі встановлено пам'ятник командувачу радянської прикордонної застави Іванові Середі, на честь якого деякий час було назване село Вовче[джерело?].

## Відомі люди
- Жук Іван Петрович — священник Архікатедрального собору Воскресіння Христового[6].
- Савка Іван Іванович — офіцер ЗСУ, народний депутат України 8-го скликання. Член фракції партії «Народний фронт».
- Боберський Володимир Семенович (1981-2022) — український військовослужбовець Збройних сил України, учасник російсько-української війни.